# Высоцкий (посёлок)
Высоцкий — опустевший поселок в Унечском районе Брянской области в составе Старосельского сельского поселения.

## География
Находится в центральной части Брянской области на расстоянии приблизительно 31 км на восток по прямой от вокзала железнодорожной станции Унеча.

## История
Известен был уже после Великой Отечественной войны. На карте 1941 года отмечен как безымянное поселение.

## Население
Численность населения: 7 человек (русские 100 %) в 2002 году, 0 в 2010.